# Sättertjärnen (Karlskoga socken, Värmland)
Sättertjärnen är en sjö i Karlskoga kommun i Värmland och ingår i Göta älvs huvudavrinningsområde. Sjön är 10 meter djup, har en yta på 0,004 kvadratkilometer och befinner sig 167 meter över havet.